# زرشک رنگ‌پریده
زرشک رنگ‌پریده (نام علمی: Berberis pallida) نام یک گونه از سرده زرشک است.